# Chalceus spilogyros
Chalceus spilogyros és una espècie de peix de la família dels caràcids i de l'ordre dels caraciformes.

## Hàbitat
Viu en zones de clima tropical.

## Distribució geogràfica
Es troba a Sud-amèrica, a les conques dels rius Trombetas, Tapajós i Madeira.